# 1164

## Догађаји
- Википедија:Непознат датум — Први крсташки поход на Египат

- Битка код Ренфруа: Нордијско-гелска војска коју је предводио лорд Сомерлед, владар острва, напада Шкотску и побеђују је шкотске снаге под командом Волтера Фиц Алана и Херберта од Селкирка, бискупа из Глазгова.
- 30. јануар – Краљ Хенри II покушава да разграничи духовне и краљевске јурисдикције у Уставима Кларендона, које је углавном написао његов саветник Ричард де Луси.
- 12. август  – Битка код Харима: Зенгидске снаге под командом Нур ал-Дина побеђују и заробљавају Боемонда III од Антиохије, Ремона од Триполија и Хуга од Лузињана.
- 2. новембар – Томас Бекет, након што се борио са Хенријем II око моћи секуларних судова, проглашен је кривим за непоштовање суда и прогнан је у Француску.
- Пролеће – Саладин прати свог ујака, генерала Ширкуха, са војском коју је послао у Фатимидски калифат (данашњи Египат) Нур ал-Дин, владар (атабег) Сирије.
- Трговачки уговор омогућава приступ лукама којима су доминирали Алмохади трговцима из неколико европских сила, укључујући Марсеј и Савону.
- 14. септембар – Јапански цар Сутоку умире у провинцији Сануки (на острву Шикоку), након што је живео у егзилу из престонице Кјото од 1156. године.
- Венеција обезбеђује своје кредите фискалним приходима, како би добила ниже каматне стопе. У првој операцији ове врсте, Република добија 1150 сребрних марака, за 12 година пореза који су се наплаћивали на пијаци Ријалто.
- 20. април – Антипапа Виктор IV умире у Риму, а наслеђује га Пасхалиј III, који је изабран захваљујући утицају надканцелара Рајналда од Дасела.
- 5. август – Упсала је призната за седиште шведске метрополе, крунисањем њеног првог надбискупа Стефана од стране папе Александра III.

### Децембар
- Википедија:Непознат датум — август-октобар – Опсада Билбаија

## Смрти
- Иларион Мегленски

- Kafaro di Rustiko da Kašifelone

- Ходијерна од Триполија